# فرانتشيسك بالاتسكي
فرانتشيسك بالاتسكي (بالتشيكية: František Palacký)‏ هو سياسي ومؤرخ تشيكي، وهو أكثر شخص مؤثر في النهضة الوطنية التشيكية ويطلق عليه لقب "أبو الأمة".
ظهرت صورته على ورقة نقدية قيمتها 1000 كرونة تشيكية أصدرت سنة 2023.

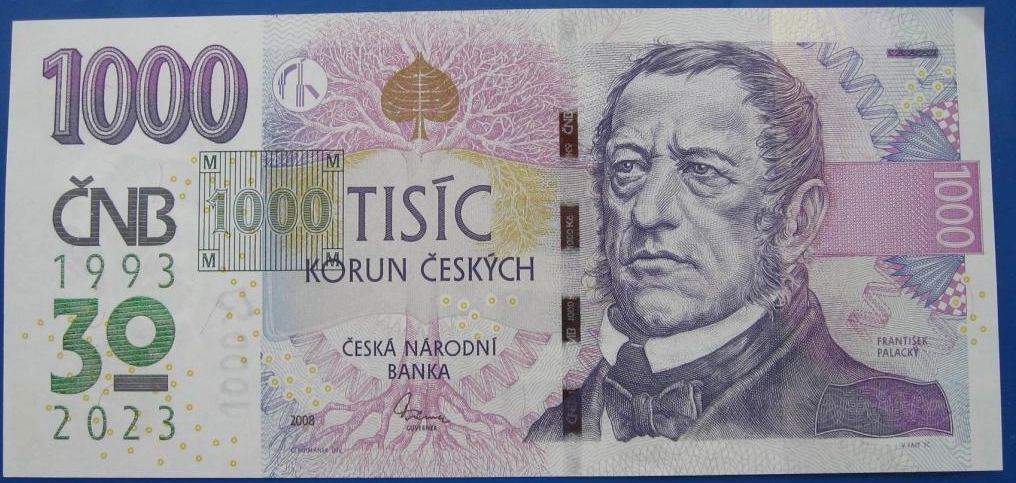
1000 كرونة تشيكية أصدرت سنة 2023